# 摇杆转向架

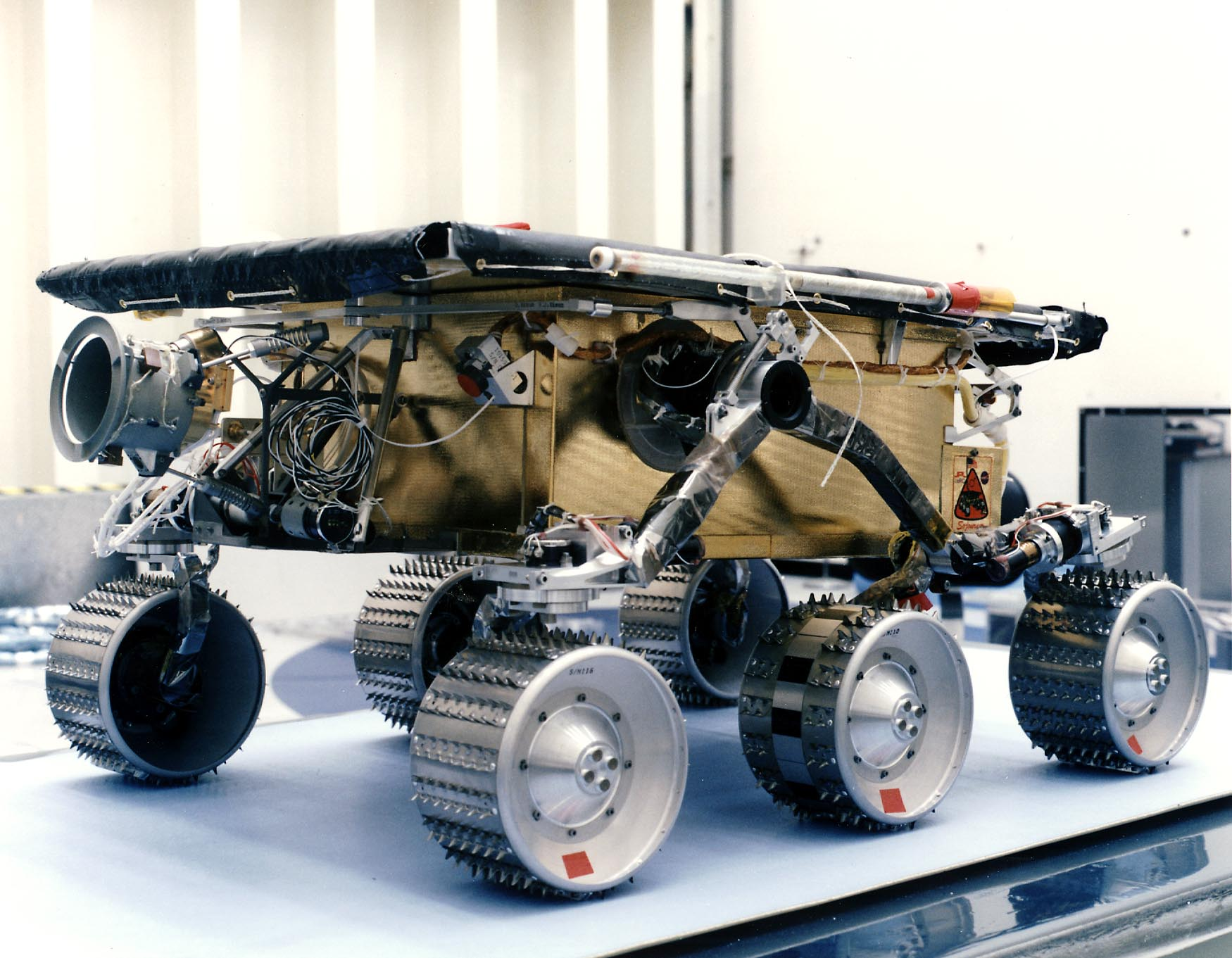
旅居者号漫游车

运动中的底盘貌似保持水平状态，实际上只是维持在两条摇臂的倾斜平均值水平上。

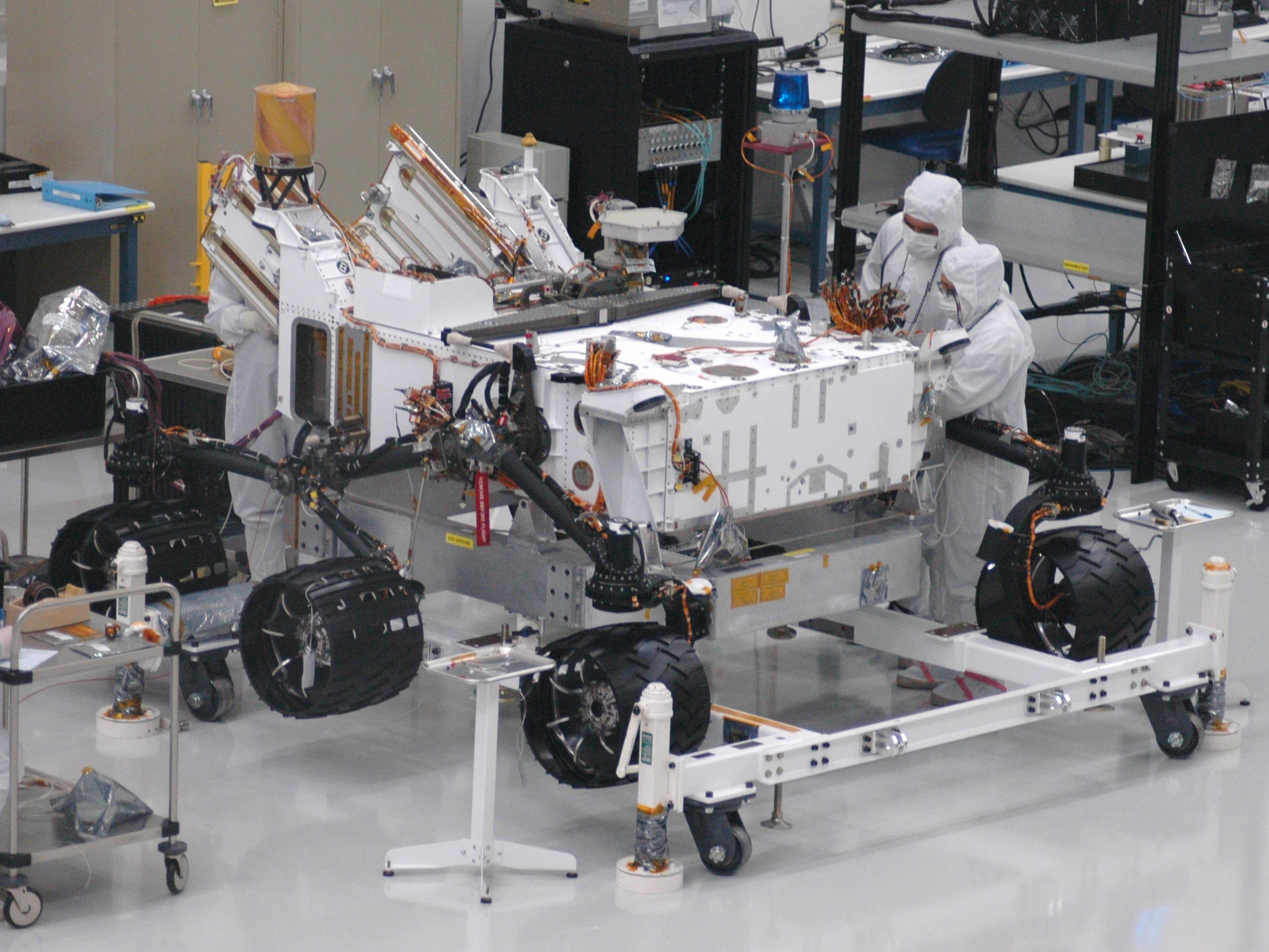
好奇号的摇杆转向架。

摇杆-转向架（rocker-bogie）系统是1988年开发用于美国宇航局旅居者号火星探测漫游者上的悬架装置。自那以来，它已成为美国宇航局最受欢迎的漫游车设计，它先后被用于2003年火星探测漫游者任务机器人勇气号和机遇号、2012年火星科学实验室任务漫游车好奇号 以及火星2020毅力号火星车上。
悬架“摇杆”部分为漫游车两侧车身上更大铰链机构的摇杆部分，这些摇杆通过差速器相互连接并与车辆底盘相连。相对于底盘，摇臂将以相反方向上下摇摆，以保持所有车轮同时触地。底盘保持在两具摇杆的平均俯仰角水平上。摇杆一端装有驱动轮，另一端则与转向架枢轴连接。
悬架的转向架部分是指较小的铰链机构，该连杆机构以中间的摇杆为枢轴，两端各有一只驱动轮。转向架通常用作军用坦克履带中的负重轮，作为在地形上分配负荷的惰轮，并且在半挂式拖车中也很常用。坦克和半挂车现在都更偏好拖臂悬架。
在旅居者漫游车上，前轮与转向架相连，而在火星探测漫游者和火星科学实验室漫游车上，前轮与摇杆相连。

## 设计
摇杆-转向架采用非弹簧分体式设计，可使漫游者翻越最大为车轮直径两倍的障碍物（如岩石），同时保持六轮触地。与所有悬架系统一样，其倾斜稳定性受重心高度的限制。当负载侧产生重压下沉时，使用弹簧的系统更容易倾覆。基于质心位置，火星科学实验室任务的好奇号漫游车可在任何方向承受至少45度的倾斜而不会发生倾覆，但自动传感器限制漫游车倾斜角超过30度。该系统设计应用于大约厘米/秒（3.9英寸/秒）的低速下，以便在越过较大障碍物时将动态冲击和对车辆的间接损害降至最低。
喷气推进实验室指出，与其他悬挂系统相比，这种摇杆转向架系统将火星车主要的车身运动减少了一半。好奇号漫游车六只车轮中的每一只都安装有一台独立的马达。两只前轮和两只后轮都有单独的转向电机，使车辆能够原地转向。每只车轮上也有轮齿，为在软沙地上行驶和翻越岩石提供了抓地力。 以此种方式运作的机器人最大时速受到限制，以便尽可能多地消除使电机减速的动态影响，使每只车轮都能单独承载起整个车辆的大部分质量。
为翻越突起的地面障碍物，前轮被中间轮和后轮推向障碍物。然后，前轮转动将车辆前部抬起并越过障碍物。接下来，后轮继续将中间轮顶向障碍物，而前轮将中间轮拉到障碍物上，直到它被抬起并越过障碍物。最后，后轮被前两只车轮拉过障碍物。在每只车轮翻越障碍物的过程中，车辆的前进速度会减慢或完全停止。但迄今为止，就这些车辆的行驶速度而言，这不是问题。
漫游车未来的应用之一将是在地面作业期间协助宇航员，成为一名有用的助手，漫游车的移动速度必须至少达到人类行走的速度。现已提出的其他任务，如太阳同步月球极地探测车，则需要4–10公里/小时的更高速度。